# Собор Святого Колумбы (Обан)
Собор святого Колумбы  (англ. St. Columba’s Cathedral) — католический храм, находящийся в городе Обан, Шотландия и являющийся кафедральным собором епархии Аргайла и Островов. Церковь освящена в честь святого Колумбы.

## История
В средние века кафедральным собором епархии Аргайла и Островов был храм на острове Лисмор, который в настоящее время является приходской церковью.
Строительство нового кафедрального собора епархии Аргайла и Островов было начато в городе Обана в 1932 году и было закончено в 1959 году. Строительство храма частично финансировалось епархиями США, Канады и Ирландии. Собор построен в неоготическом стиле.